# Kurt Blome

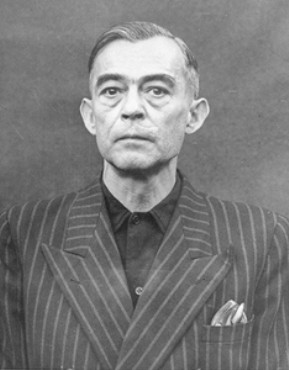
Kurt Blome no Processo contra os Médicos em Nuremberg.

Kurt Blome (Bielefeld, 31 de janeiro de 1894 – Dortmund, 10 de outubro de 1969) foi um cientista nazista durante a Segunda Guerra Mundial. Foi deputado do Terceiro Reich e líder médico (Reichsgesundheitsführer). Após ser absolvido no Processo contra os Médicos, Blome admitiu participações em experimentos em Dachau e foi preso novamente.

## Prisão
No âmbito da operação Paperclip em 1951 Kurt Blome foi contratado pelo Corpo de Armas Químicas dos Estados Unidos através do projeto 63 para trabalhar no desenvolvimento de armas químicas. No seu processo não constava nenhuma referência a Nuremberga, ao lhe ser negado um visa pelo consul norte-americano em Frankfurt foi contratado pelo Centro de Comando e Inteligência Europeia em Oberursel na Alemanha Ocidental. Não foi preso ou sentenciado por crimes de guerra, continuou a praticar medicina na Alemanha Ocidental tendo mesmo exercido actividade política como membro do partido de direita germânico. Faleceu em Dortmund em 1969.

## Livros
- "Krebsforschung und Krebsbekämpfung". Ziel und Weg. Die Gesundheitsführung Nr. 11 (1940) S. 406-412
- Arzt im Kampf: Erlebnisse und Gedanken. Leipzig: Barth, 1942